# Камаєво (Ічалківський район)
Кама́єво (рос. Камаево, ерз. Камайвеле) — село у складі Ічалківського району Мордовії, Росія. Входить до складу Ладського сільського поселення.

## Населення
Населення — 149 осіб (2010; 185 у 2002).
Національний склад (станом на 2002 рік):
- росіяни — 60 %
- ерзяни — 32 %

## Люди
В селі народився Козін Петро Дмитрович (1926—2013) — український художник.